# Rhyssemus thomasi
Rhyssemus thomasi är en skalbaggsart som beskrevs av S. Endrödi 1964. Rhyssemus thomasi ingår i släktet Rhyssemus och familjen Aphodiidae. Inga underarter finns listade i Catalogue of Life.